# Duofizitizam
U kršćanskoj teologiji, duofizitizam (grčki: δυοφυσιτισμός, od δυο (dyo), znači "dva" i φύσις (physis), što znači "priroda", "narav") je kristološki stav da u osobi Isusa Krista postoje dvije naravi, Božanska i Ljudska, te je suprotstavljena monofizitizmu i miafizitizmu.
Razvoj duofizitske kristologije bio je postupan, a njegova složena terminologija konačno je formulirana kao rezultat dugih kristoloških rasprava koje su neprekidno trajale tijekom 4. i 5. stoljeća.  Istaknuti predstavnici antiohijske škole naglašavali su važnost duofizitizma.
 
Nakon mnogih rasprava i nekoliko održanih sabora, duofizitizam je stekao svoj službeni crkveni oblik na Četvrtom ekumenskom saboru održanom u Kalcedonu 451. godine. Kalcedonska definicija postala je temelj za kristološku doktrinu dviju priroda Isusa Krista, koju je prihvatila većina kršćanskih crkava, uključujući: Rimokatoličku crkvu, Istočnu pravoslavnu Crkvu, Istočne katoličke Crkve, Anglikansku Crkvu, Starokatoličku Crkvu i razne druge kršćanske vjeroispovjesti.

Duofizitski kršćani vjeruju da postoji potpuna i savršena cjelina dviju naravi u jednoj supstanciji, hipostazi i jednoj osobi Isusa Krista.
Za Kalcedonce je hipostatsko jedinstvo bilo središte Isusova jedinstva; njegova narav Boga i ona Čovjeka se opisuju kao dvije naravi, sjedinjene, nepromjenjive, neodjeljive, dok su oni koji su odbacili kalcedonsku definiciju vidjeli njegovu narav kao točku jedinstva.

Budući da se pojam duofizitizam koristi za opisivanje kalcedonskog vjerovanja, ono, posljedično ima izrazito drugačije značenje od onoga koji se odnosi na monofizitizam: vjerovanje da Krist ima samo jednu, Božansku narav, ili miafizitizam: vjerovanje da je Krist i Bog i Čovjek, ali u jednoj naravi.
Duofizitizam se također bavio opisivanjem nekih aspekata nestorijanstva, doktrine pripisane patrijarhu Nestoriju iz Konstantinopola. Njegovi su klevetnici također, neprecizno, a ponekad i pogrešno tvrdili da je on vjerovao da je Krist postojao ne samo u dvije naravi, nego i u dvije hipostaze (hypostase) i dvije osobe (prosopon: Isusu Čovjeku i Logosu - utjelovljenoj Riječi Božjoj. Osim toga, drevna crkva Istoka je očuvala duofizitsku kristologiju kao i druge tradicije antiohske škole.